# Asteronotus
Asteronotus là một chi sên biển, một nhóm con sên biển, là động vật thân mềm chân bụng không vỏ sống ở biển trong họ Dorididae.

## Các loài
Các loài thuộc chi Asteronotus bao gồm:

- Asteronotus cespitosus van Hasselt, 1824
- Asteronotus mimeticus Gosliner & Valdes, 2002
- Asteronotus spongicolus Gosliner & Valdes, 2002